# Kyle Reyes
Kyle Reyes (ur. 10 października 1993) – kanadyjski judoka. Olimpijczyk z Rio de Janeiro 2016, gdzie zajął siedemnaste miejsce wadze półciężkiej.
Wicemistrz świata w 2022, siódmy w 2023; uczestnik zawodów w 2014, 2015, 2018, 2019 i 2021. Startował w Pucharze Świata w latach 2012, 2014 i 2018. Zdobył pięć medali na mistrzostwach panamerykańskich w latach 2015-2024. Srebrny medalista igrzysk wspólnoty narodów w 2022. Mistrz Kanady w 2012 i 2013 roku.

## Letnie Igrzyska Olimpijskie 2016
| Konkurencja | Eliminacje        | Klas. końcowa |
| Konkurencja | Przeciwnik I      | Miejsce       |
| ----------- | ----------------- | ------------- |
| 100 kg      | Henk Grol (NED) P | 17.           |